# اثر بروس
اثر بروس (به انگلیسی: Bruce effect) یا قطع حاملگی، تمایل به سقط جنین در بعضی از گونه‌های جوندگان است، زمانی که جانور ماده در معرض بوی یک نر غریبه (از گونه) خود قرار می‌گیرد. این اثر را نخستین بار «هیلدا مارگارت بروس» در سال ۱۹۵۹ کشف کرد. از آن پس در آزمایشگاه روی موش‌ها نیز آزمایش و دیده شده‌است. در موش‌ها سقط فقط زمانی روی می‌دهد که جنین هنوز شکل نگرفته باشد اما در بعضی دیگر از گونه‌های جوندگان این رویداد حتی در مراحل پایانی حاملگی نیز روی می‌دهد. قرار گرفتن در معرض بوی یک نر غریبه باعث آزاد سازی هورمون‌های استرس در بدن جاندار ماده شده و در نهایت هورمون‌های استرس باعث سقط جنین می‌شوند. در بسیاری از گونه‌ها (مثل همستر) یک نر تازه‌وارد فرزندان ماده‌ها را می‌کشد تا ماده‌ها را وادار به جفت‌گیری مجدد کرده و به این ترتیب نسل بعدی متعلق به نر تازه‌وارد باشد. به نظر می‌رسد در این مورد، تکامل به نحوی عمل کرده که جاندار ماده قبل از اینکه فرزندش به دنیا آمده و توسط نر بیگانه کشته شود آن را سقط کرده تا هزینه و انرژی کمتری تلف شود.